# Сельское поселение «Целиннинское»
Се́льское поселе́ние «Целиннинское» — муниципальное образование в Краснокаменском районе Забайкальского края Российской Федерации.
Административный центр — посёлок Целинный.

## История
Статус и границы сельского поселения установлены Законом Читинской области от 19 мая 2004 года «Об установлении границ, наименований вновь образованных муниципальных образований и наделении их статусом сельского, городского поселения в Читинской области».

## Население
| 2010  | 2011  | 2012  | 2013  | 2014  | 2015  | 2016  |
| ----- | ----- | ----- | ----- | ----- | ----- | ----- |
| 1683  | ↘1675 | ↘1658 | ↘1594 | ↘1572 | ↘1529 | ↘1480 |
| 2017  | 2018  | 2019  | 2020  | 2021  |       |       |
| ↘1443 | ↘1402 | ↘1359 | ↘1328 | ↘1218 |       |       |

## Состав сельского поселения
| № | Населённый пункт | Тип населённого пункта          | Население |
| - | ---------------- | ------------------------------- | --------- |
| 1 | Урулюнгуй        | посёлок станции                 | ↘108      |
| 2 | Целинный         | посёлок, административный центр | ↘1201     |